# Phryneta macularis
Phryneta macularis là một loài bọ cánh cứng trong họ Cerambycidae.